# Cölestin Gugger von Staudach

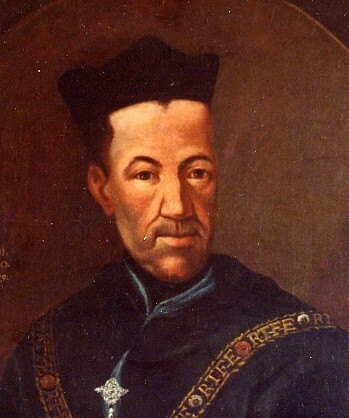
Cölestin Gugger von Staudach

Cölestin II. Gugger von Staudach (auch Coelestin, * 28. Juni 1701 in Feldkirch als Michael Anton; † 24. Februar 1767 in St. Gallen) war vom 23. März 1740 bis zu seinem Tode Fürstabt des Klosters St. Gallen. Er gilt als einer der bedeutendsten Äbte der Spätzeit des Klosters. Ihm wird die Lösung verschiedener langwieriger Konflikte der Abtei, unter anderem mit dem Bistum Konstanz, zugesprochen. Der Bau der heute weltberühmten Stiftskirche St. Gallen wurde von ihm initiiert und beaufsichtigt, wenngleich er deren Fertigstellung nicht mehr erlebte.

## Werdegang
Cölestin Gugger von Staudach wurde 1701 als Sohn von Stadtrat Michael Anton Gugger von Staudach und der Maria Oexlin geboren. Zunächst besuchte er die Jesuitenschule in Feldkirch, wechselte dann aber 1719 an die Klosterschule in St. Gallen. Am 16. Oktober 1721 legte er die Profess als Benediktiner ab, bereits vier Jahre später wurde er zum Priester geweiht. 1726 wurde er zudem zum Professor der Theologie ernannt. Am 18. Oktober 1729 reiste er zu Studienzwecken nach Rom, von wo er ein gutes Jahr später mit einem Doktortitel zurückkehrte. In der Folgezeit übte er am Kloster verschiedene Ämter aus. Schliesslich wurde er am 23. März 1740 zum Abt erkoren, die entsprechende Weihe erhielt er am 19. September des Folgejahres.
Pater Bernhard Frank von Frankenberg, der als Konkurrent bei der Abtwahl angetreten war, wurde später Abt im Kloster Disentis. Cölestin musste ihn mehrfach mit Personal und Geld unterstützen, denn die finanzielle Lage im Kloster Disentis war lange Zeit desolat.

## Wirken als Fürstabt
Beim Versuch, die Huldigung seiner Untertanen entgegenzunehmen, wurde ihm diese im Toggenburg verweigert. Es kam zu wüsten Szenen. Die Toggenburger forderten vom neuen Abt, dass er die Verhandlungen über das Mannschaftsrecht, die ihnen vom Vorgänger Joseph von Rudolfi zugesprochen worden waren, weiterführe. Unter der Vermittlung der Orte Bern und (mit geringem Interesse) Zürich gelang es dem Abt zunächst 1743, die Huldigung der Toggenburger ordnungsgemäss entgegenzunehmen. Zu einer ersten Verhandlungslösung über die Rechte des Untertanengebietes kam es aber erst 1755 – aufgrund von Druck aus Frankreich. Die endgültige Lösung liess allerdings noch weitere vier Jahre auf sich warten.
In diversen anderen Gemeinden wusste Abt Cölestin Gugger mit Verhandlungsgeschick Konflikte auf dem Verhandlungsweg zu lösen, so etwa, als in Rorschach gegen die äbtische Regierung der Aufstand geprobt wurde – mit erfundenen Anschuldigungen.
Ein weiterer Konflikt, dem Cölestin ausgesetzt war, war derjenige mit dem Bistum Konstanz. Diesem stand aus historischen Gründen – die Abtei St. Gallen gehörte offiziell zum Bistum – ein Visitationsrecht in den St. Galler Pfarreien zu. Die St. Galler hatten sich seit längerer Zeit darum drücken können, doch als ein Offizial des Bistums formell des Landes verwiesen wurde, brachte das das Fass zum Überlaufen, und Konstanz beschwerte sich. Im folgenden Prozess war zunächst einmal zu klären, welches Gericht für diesen Konflikt überhaupt zuständig war. St. Gallen appellierte an Rom, Konstanz beim Reichshofrat in Mainz. Schliesslich wurde der Konflikt in Rom durch den Austausch von Ländereien (an Konstanz) gegen Rechte (an St. Gallen) beigelegt. In der Folge mussten allerdings noch mehrmals eidgenössische Truppen für Ordnung sorgen, da sich St. Gallen und Konstanz nicht an die neue Ordnung halten wollten und etwa einen neugewählten Kaplan nicht dem Abt, sondern wie bisher dem Bischof präsentierten.
Die aus heutiger Sicht bedeutendsten Werke Cölestins waren aber seine repräsentativen Bauwerke. 1746 begann er mit dem Bau des Kornhauses in Rorschach. Am 29. April 1757 legte er den Grundstein für sein bedeutendstes Werk, den Neubau der Klosterkirche St. Gallen. Der Bau selbst dauerte in zwei Etappen bis 1767, der Innenausbau nahm jedoch noch deutlich mehr Zeit in Anspruch. Die endgültige Weihe erhielt sie erst 1867, lange nach Aufhebung des Stiftes. Gleichzeitig mit der Kirche liess Cölestin auch eine neue Bibliothek bauen. Der Barocksaal der Stiftsbibliothek St. Gallen gilt als einer der schönsten profanen Säle der Welt. Klosterkirche und Bibliothek schlugen mit 457'929 fl. zu Buche. Cölestin war auch ein guter Geschäftsmann, der es verstand, die Geldquellen der Abtei geschickt auszunützen. Trotz der grossen Ausgaben für seine Bauwerke, für Prozesse und für Regalien konnte er sämtliche Schulden, die ihm sein Vorgänger hinterlassen hatte, zurückzahlen und seinem Nachfolger 180'600 fl. in bar und 57'695 fl. in Kapitalien hinterlassen.

## Historische Beschreibung
Ildefons von Arx schreibt über Cölestin Gugger von Staudach:

«Fürstabt Cölestin Gugger ward allgemein geachtet, und geliebt, weil er Ernst und Güte, Kraft und Nachgiebigkeit in gehörigem Maße zu mischen wußte. Er führte die Geschäfte mit vieler Umsicht und Rathe, und eben darum, weil ihm zugleich der Stand, in dem sich die öffentlichen Angelegenheiten befanden, günstig war, gelungen ihm fast alle. Er kam deßwegen bey seinen Zeitgenossen in großen Ruf, und von allen Orten her zog man ihn zu Rath. Seine Tagebücher, und die in den angestellten Geistesübungen niedergeschriebenen Lebens- und Regierungs-Vorsätze zeugen von einer gründlichen Frömmigkeit, und machen es bewundern, wie ein Prälat von so ausgedehntem Geschäftskreise eine so große Versammlung des Geistes beybehalten konnte. Ohne haushälterisch zu scheinen, schlug er bloß mit einer genauen Aufsicht, und Vermeiden alles unnöthigen Aufwandes im Durchschnitte in jedem Jahre 34 000 fl. vor, welches ihn in Stand setzte, das Stift von den Schulden, mit welchen es seit vierhundert Jahren behaftet war, zu befreyen, mit 12,000 fl. Wartensee, mit 29,912 fl. das Schloß Roggwil, Hefenhofen, und Moos anzukaufen, für 40,000 fl. Stiftungen zu machen, 59,487 fl. auf Prozesse, 12,000 f1. auf die Confirmation, Benediktion und den Lehenempfang zu verwenden, zum Behufe des Handels und zum Vortheile des Landes mit 37,050 fl. im J. 1746 zu Roschach am See nach dem Risse des Italiäners Bognato das Kornhaus, und in St. Gallen mit einem Aufwande von 457,929 fl. das dreyhundert zwölf Fuß lange St. Gallen-Münster, einen Theil des Klosters, das Schützenhaus in St. Fiden zu bauen, und noch 300,000 fl. zu hinterlassen.»